# Andre Spalke
Andre Spalke (* 7. Juli 1982 in Leipzig) ist ein ehemaliger deutscher Basketballspieler.

## Werdegang
Spalke erlernte das Basketballspiel beim USC Leipzig und spielte für den Verein bis 2007 in der 2. Regionalliga.
Nachdem er im Spieljahr 2007/08 für die Dresden Titans in der 1. Regionalliga 15,9 Punkte je Begegnung erzielt hatte, wechselte er zu den Hertener Löwen in die 2. Bundesliga ProB. Dort brachte der Linkshänder zwei Spielzeiten zu und ging 2010 nach Leipzig zurück. Bis 2012 trat Spalke mit Leipzig in der 2. Bundesliga ProB an, im Spieljahr 2011/12 fiel er mehrere Monate wegen einer Knieverletzung aus. Im Spieljahr 2012/13 war er mit den Sachsen in der zweithöchsten deutschen Liga (2. Bundesliga ProA) vertreten. Er bestritt 19 ProA-Einsätze für Leipzig. Später spielte Spalke mit dem USC Leipzig 2 in der Oberliga.